# Villa San Secondo
Villa San Secondo – miejscowość i gmina we Włoszech, w regionie Piemont, w prowincji Asti.
Według danych na styczeń 2009 gminę zamieszkiwały 404 osoby przy gęstości zaludnienia 67,1 os./1 km².